# 元カレ
『元カレ』（もとカレ）は、2003年7月6日から2003年9月14日まで、TBS系で21:00 - 21:54に放送されていた日本のテレビドラマ。主演は堂本剛。全10回（2003年8月31日は2003年世界陸上選手権の女子マラソン中継のため休止）。初回と最終回は21:00 - 22:02に拡大して放送。平均視聴率15.7%。
デパートに勤める新入社員の柏葉東次（堂本剛）と、その今カノ（今の彼女）・早川菜央（内山理名）、元カノ（元の彼女）・佐伯真琴（広末涼子）の、三角関係を描いた恋愛作品。

## キャスト
柏葉東次
演 - 堂本剛（KinKi Kids）
東協百貨店港北店食品部の正社員で惣菜部門マネージャー。大学卒業後に入社して3か月の新人。柏葉家長男。
佐伯真琴
演 - 広末涼子
広告代理店勤務。今回東協百貨店食品部の広告を担当することになる。実は東次とは大学時代に交際していた。
早川菜央
演 - 内山理名
東協百貨店港北店のエレベーターガールで、東次と同じく入社3ヶ月の新人。東次の彼女であり、新入社員研修で知り合って以来付き合っている。
千歳一
演 - 天野ひろゆき（キャイ〜ン）
東協百貨店港北店のデパ地下惣菜売り場「シュウマイの桃陽軒」販売員。気が弱く、不器用である自分に自信が持てないでいる。30歳を過ぎプライドが強い。客とトラブルになることもしばしば。密かに弘枝のことが気になっている。
仁科弘枝
演 - ソニン
予備校で委託勤務として働く眼鏡をかけた女性。年上の千歳に恋心を抱いてからは生まれて初めて積極的にアプローチをし、千歳の支えになろうとする。恋愛には疎いが、真琴の元カレである東次への接近を真っ先に予測し、東次たちを心配している。
藤枝徹
演 - 佐々木蔵之介
東協百貨店港北店企画部。真琴の広告代理店に広告を依頼した責任者。
篠田満男
演 - 金田明夫
東協百貨店港北店食品部課長で、東次の上司。部下や取引先に厳しく、上司や客にはペコペコするお調子者だが、言うべきときにはガツンと言う強さも。
吉井修三
演 - 中原丈雄
東協百貨店港北店食品部の部長。上階部門を歴任してきたため、食品部の仕事を甘く見ている。他販売部門からの目の色を極端に気にして、部下を怒鳴り散らす。
田宮先生
演 - 草村礼子
千歳と弘枝が通うダンススクールの主宰者。2人の恋路を暖かく見守る。
俊江
演 - 氏家恵
「シュウマイの桃陽軒」パート販売員。
斎藤
演 - 長谷川朝晴
東次の同僚で、東協百貨店港北店食品部の和菓子担当。余計な一言を口にする癖があり、よく上司に怒鳴られる。
柏葉裕二
演 - 斉藤祥太
柏葉家次男。東次の弟。予備校生。
柏葉啓造
演 - 角野卓造
東次の父親。クリーニング店経営。
柏葉弓江
演 - 市毛良枝
東次の母親。

## スタッフ
- 脚本：小松江里子
- プロデュース：伊藤一尋
- 演出：今井夏木、三城真一、片山修
- 主題歌：KinKi Kids「薄荷キャンディー」（ジャニーズ・エンタテイメント）
- 挿入歌
  - デヴィッド・フォスター with ニタ・ウェティカ「テコのテーマ」
  - サザンオールスターズ「TSUNAMI」（タイシタレーベル）

## 放送日程
| 各話                                                       | 放送日        | サブタイトル            | 演出     | 視聴率 | 備考 |
| ---------------------------------------------------------- | ------------- | ----------------------- | -------- | ------ | ---- |
| 第1話                                                      | 2003年7月06日 | サラリーマン1年生       | 今井夏木 | 18.0%  | 62分 |
| 第2話                                                      | 2003年7月13日 | 彼女にフラれた理由      | 今井夏木 | 18.6%  |      |
| 第3話                                                      | 2003年7月20日 | ペアのストラップ        | 今井夏木 | 17.1%  |      |
| 第4話                                                      | 2003年7月27日 | 忘れられない恋心        | 三城真一 | 14.5%  |      |
| 第5話                                                      | 2003年8月03日 | 元カノVS今カノ          | 三城真一 | 14.6%  |      |
| 第6話                                                      | 2003年8月10日 | 彼女の告白              | 片山修   | 13.8%  |      |
| 第7話                                                      | 2003年8月17日 | もう一度抱きしめたい    | 今井夏木 | 15.8%  |      |
| 第8話                                                      | 2003年8月24日 | 三角関係な夜            | 今井夏木 | 14.9%  |      |
| 第9話                                                      | 2003年9月07日 | ほんとの気持ち          | 三城真一 | 14.7%  |      |
| 最終話                                                     | 2003年9月14日 | もう恋なんて…そして別れ | 三城真一 | 15.1%  | 62分 |
| 平均視聴率 15.7%（視聴率は関東地区・ビデオリサーチ社調べ） |               |                         |          |        |      |

## ロケ地
- 東急百貨店港北SC…舞台となるデパート「東協百貨店港北店」
- 東急東横線代官山駅…東次と真琴の最寄駅で通勤の際によく顔をあわせている。
- 河合塾千駄ヶ谷校…裕二が通い、弘枝が働いている予備校。

| TBS 日曜劇場                           | TBS 日曜劇場                      | TBS 日曜劇場                                   |
| 前番組                                 | 番組名                            | 次番組                                         |
| -------------------------------------- | --------------------------------- | ---------------------------------------------- |
| 笑顔の法則 （2003年4月13日 - 6月22日） | 元カレ （2003年7月6日 - 9月14日） | 末っ子長男姉三人 （2003年10月12日 - 12月21日） |